# Международный кинофестиваль в Сиэтле
Международный кинофестиваль в Сиэтле (англ. Seattle International Film Festival (SIFF)) — ежегодный кинофестиваль, проводящийся в Сиэтле (США) с 1976 года. Аудитория неуклонно растет, в 2006 году фестиваль посетило 160 000 человек. Фестиваль начинается в мае/июне и длится 24 дня.

## История
Фестиваль появился в 1976 году и проводился в кинотеатре Мура под руководством менеджеров Джима Дункана, Дэна Айрленда и Дэррила Макдональда. На первом фестивале были показаны такие картины, как «Гедда» с Глендой Джексон, «Черная Луна» и «Призрак свободы».
Третий фестиваль в 1978 году проводился под руководством Радживы Гупты. Он удвоил количество фильмов и увеличил аудиторию на 50 % по сравнению со вторым фестивалем. Кинотеатр Мура остается главным местом проведения фестиваля и по сей день, хотя в настоящее время фестиваль обычно использует около полудюжины кинотеатров (включая, начиная с 2007 года, свой собственный кинотеатр SIFF в центре Сиэтла), список меняется из года в год.
В течение 1980-х годов зрители SIFF приобрели репутацию ценителей кино, это не соответствовало стандартным отраслевым нишам. SIFF сыграл важную роль в выходе голландских фильмов на американский рынок, включая первый американский дебют режиссера Пола Верховена.
Фестиваль включает в себя особенность, уникальную среди крупных кинофестивалей — «Secret Festival». Те, кто посещает это мероприятие, не знают заранее, что они увидят, после этого они должны подписать клятву, что никому не расскажут о том, что смотрели.
В целом SIFF имеет репутацию фестиваля с узкой аудитории зрителей, чем крупного кинофестиваля. Он часто проходит в то же время, что и Каннский кинофестиваль, это может снизить его посещаемость. Например, в 2007 году два дня оба кинофестиваля проходили 24 и 25 мая.
С 1985 года Международный кинофестиваль в Сиэтле ежегодно присуждает премию «Golden Space Needle» самому популярному фильму фестиваля. В конце каждого фильма зрители бросают бюллетени. Лауреатами премии «Golden Space Needle» являются такие фильмы, как «Оседлавший кита», «На игле», «Поцелуй женщины-паука» и «Отрочество».

## Победители
- 1985 — Поцелуй женщины-паука
- 1986 — Нападение
- 1987 — Моя собачья жизнь
- 1988 — Кафе «Багдад»
- 1989 — Квартира ноль
- 1990 — Врубай на полную катушку
- 1990 — Замок моей матери
- 1992 — IP 5 — остров толстокожих
- 1993 — Свадебный банкет
- 1994 — Приключения Присциллы, королевы пустыни
- 1995 — Королевство
- 1996 — На игле
- 1997 — Сладкая как мёд
- 1998 — Господь сказал — ха!
- 1999 — Беги, Лола, беги
- 2000 — Душ
- 2001 — Гонорар искателя
- 2002 — Эллинг
- 2003 — Оседлавший кита
- 2004 — Окно напротив
- 2005 — Невинные голоса
- 2006 — Агент 117: Каир — шпионское гнездо
- 2007 — Аутсорсинг
- 2008 — Цветущая вишня
- 2009 — Чёрный динамит
- 2010 — Дикобраз
- 2011 — Бумажные птицы
- 2012 — Сейчас или никогда
- 2013 — Лобола Фани Фурье
- 2014 — Отрочество
- 2015 — Тёмная лошадка
- 2016 — Капитан Фантастик
- 2017 — В конце туннеля
- 2018 — Восьмой класс
- 2019 — Тель-Авив в огне